# Hugolino Cerasuolo Stacey

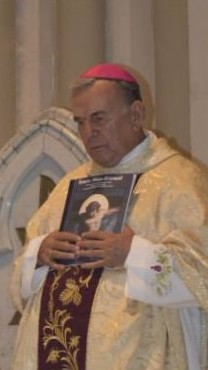
Hugolino Cerasuolo, Corpus Christi am 2013

Hugolino Felix Cerasuolo Stacey OFM (* 4. April 1932 in Guayaquil; † 24. Mai 2019 ebenda) war ein ecuadorianischer Ordensgeistlicher und römisch-katholischer Bischof von Loja.

## Leben
Hugolino Cerasuolo Stacey trat der Ordensgemeinschaft der Franziskaner bei und empfing am 29. Juni 1954 die Priesterweihe.
Papst Paul VI. ernannte ihn am 3. Oktober 1967 zum Apostolischen Präfekten von Galápagos. Am 30. Mai 1975 wurde er durch Paul VI. zum Weihbischof in Guayaquil und zum Titularbischof von Valeria ernannt. Der Erzbischof von Guayaquil, Bernardino Carlos Guillermo Honorato Echeverría Ruiz OFM, spendete ihm am 6. Juli desselben Jahres die Bischofsweihe; Mitkonsekratoren waren Ernesto Alvarez Alvarez SDB, Erzbischof von Cuenca, und Cándido Rada Senosiáin, Bischof von Guaranda.
Papst Johannes Paul II. ernannte ihn am 2. Mai 1985 zum Bischof von Loja. Am 15. Juni 2007 nahm Papst Benedikt XVI. sein altersbedingtes Rücktrittsgesuch an.